# MP3
MP3 je priljubljena digitalna oblika zapisa glasbenih datotek, ki je bila razvita z namenom zmanjšanja velikosti slednjih. V nestisnjeni obliki le-te zasedajo veliko prostora.

## Delovanje
MP3 je oblika zapisa glasbe z izgubami. Omogoča predstavitev PCM (angleško pulse-code modulation) oblike zapisa analognega signala na racionalnejši način. To se doseže tako, da se frekvence zvoka, ki jih človeško uho ne zazna oziroma prezre, preprosto izpusti in s tem prihrani prostor. Zaradi tega se tej obliki zapisa pravi zapis z izgubami, kar pomeni, da se zvočne informacije ob pretvorbi skazijo. Na podoben način pri slikovnih podatkih deluje zapis JPEG.
Srce oblike zapisa MP3 je hibridna transformacija, ki pretvori časovni signal v frekvenčno prodročnega:
- 32-kanalni večfazni kvadraturni filter (polyphase quadrature filter)
- 36- ali 12-čepni MDCT; velikost je lahko izbrana neodvisno za nižji kanal 0...1 in 2...31
- Prekrivajoče zmanjšanje poobdelave (aliasing reduction postprocessing)

Decembra 2004 se je pojavila nova oblika zapisa MP3, in sicer MP3 Surround. Ta oblika omogoča 5.1 kanalski zvok. Kljub spremembam je zapis kompatibilen s prejšnimi različicami, prav tako so podobno velike tudi datoteke.

## Kakovost zapisa MP3
Ker je MP3 izgubljiv (lossy) glasbeni zapis, ima številne nastavitve bitne hitrosti (bitrate). Bitna hitrost je število bitov, ki predstavljajo kodirane podatke za 1 sekundo zvoka. Tipična bitna hitrost je od 96 do 256 kilobitov na sekundo. Glasbeni CD, na katerem je glasba zapisana brez stiskanja, ima bitno hitrost okoli 1400 kilobitov na sekundo. Večja kot je hitrost, večja je datoteka. Datoteke MP3, ki so stisnjene z zelo majhno bitno hitrostjo, so slabe kakovosti. V tem primeru je popačenje zvoka zelo očitno. Najbolj se učinek izgubne kompresije sliši pri aplavzu. Nepozoren poslušalec zapisa MP3 ne loči od zapisa CD, kadar je njegova bitna hitrost najmanj 128 kilobitov na sekundo.
Seveda kakovost ni odvisna le od bitne hitrosti. Na kakovost odločilno vpliva tudi kodirnik (encoder), to je program, ki skrbi za ustrezno pretvorbo. Kakovosten brezplačen in odprtokodni kodirnik je LAME.

## Poslušanje oblike zapisa MP3
Za odkodiranje oziroma poslušanje datotek MP3 je potrebno dekodiranje, programsko knjižnico, ki opravlja dekodiranje imenujemo kodek. Nekateri operacijski sistemi kodek MP3 vsebujejo že kot del standardnih knjižnic, drugod pa je implementiran znotraj predvajalnega programa. Prvi realno časovni predvajalnik, ki se je pojavil je bil Winplay3 (izdan 9. septembra 1995), danes pa imamo na voljo številne, ki podpirajo še druge formate zapisa.
Nekateri popularni predvajalniki MP3:
- Bs.Player
- Winamp
- Windows Media Player
- XMMS

## MP3 v domačih in prenosnih napravah
MP3 se ne uporablja le na osebnih računalnikih. Podporo zanj najdemo tudi v mobilnih telefonih, DVD-/DivX-predvajalnikih, avdio komponentah in žepnih MP3-predvajalnikih. MP3 je med glasbenimi napravami najbolj podprt izmed vseh stisnjenih zapisov zvoka. Prav tako se pojavljajo tudi storitve, kjer lahko preko interneta kupimo datoteke MP3 in si jih prenesemo na računalnik ali zunanjo napravo.

## Patenti nad tehnologijo MP3
V nekaterih državah (med drugim v ZDA in ponekod v Evropski uniji) so določeni postopki potrebni za kodiranje MP3 patentirani. Glavna lastnika patentov sta nemški Fraunhofer Institute in ameriško podjetje Thomson.